# Мукиеле, Норди
Норди́ Мукиеле́ Мулере́ (фр. Nordi Mukiele Mulere; родился 1 ноября 1997 года в Монтрёй, Франция) — французский футболист, защитник английского клуба «Сандерленд». Выступал за сборную Франции.

## Клубная карьера
Мукиеле — воспитанник клубов «Париж» и «Лаваль». 28 ноября 2014 года в матче против «Осера» он дебютировал за последний в Лиге 2. 11 декабря 2015 года в поединке против «Клермона» Норди забил свой первый гол за «Лаваль». В начале 2017 года Мукиеле перешёл в «Монпелье». Сумма трансфера составила 1,5 млн евро. 21 января в матче против «Меца» он дебютировал в Лиге 1.
Летом 2018 года Мукиеле перешёл в немецкий «РБ Лейпциг», подписав контракт на пять лет. Сумма трансфера составила 16 млн евро.
26 июля 2022 года Норди Мукиеле подписал контракт с «Пари Сен-Жермен». Контракт подписан до лета 2027 года. Стоимость футболиста составила 20 миллионов евро.
28 августа 2024 года Мукиеле был арендован чемпионами Германии «Байером 04» на один сезон.

## Карьера в сборной
2 сентября 2021 года главный тренер сборной Франции Дидье Дешам впервые вызвал Мукиеле для участия в матчах отборочного турнира к чемпионату мира 2022 года против сборных Украины и Финляндии. 7 сентября 2021 года дебютировал в сборной Франции в домашнем матче против Финляндии, выйдя на замену Лео Дюбуа на 67-й минуте.

## Достижения
«Пари Сен-Жермен»
- Чемпион Франции: 2022/23
- Обладатель Суперкубка Франции: 2022